# Chantilly (Oise)
Chantilly is een Franse gemeente die 40 km ten noorden van het centrum van Parijs ligt. Chantilly zelf telde op 1 januari 2022 10.740 inwoners, de bebouwing van Chantilly met de aanliggende gemeentes heeft ongeveer 37.000 inwoners (2021).
Chantilly is vooral door het kasteel van Chantilly bekend, ten oosten van het stadje. Het kasteel is omgeven door een kanaal, mooi langs het kasteel  aangelegd, waar de rivier de Nonette doorheen stroomt, en door een paardenrenbaan.
Er ligt station Chantilly - Gouvieux, dat het met de gemeente Gouvieux deelt.

## Geografie
{
De oppervlakte van Chantilly bedroeg op 1 januari 2022 16,19 vierkante kilometer; de bevolkingsdichtheid was toen 663,4 inwoners per km².

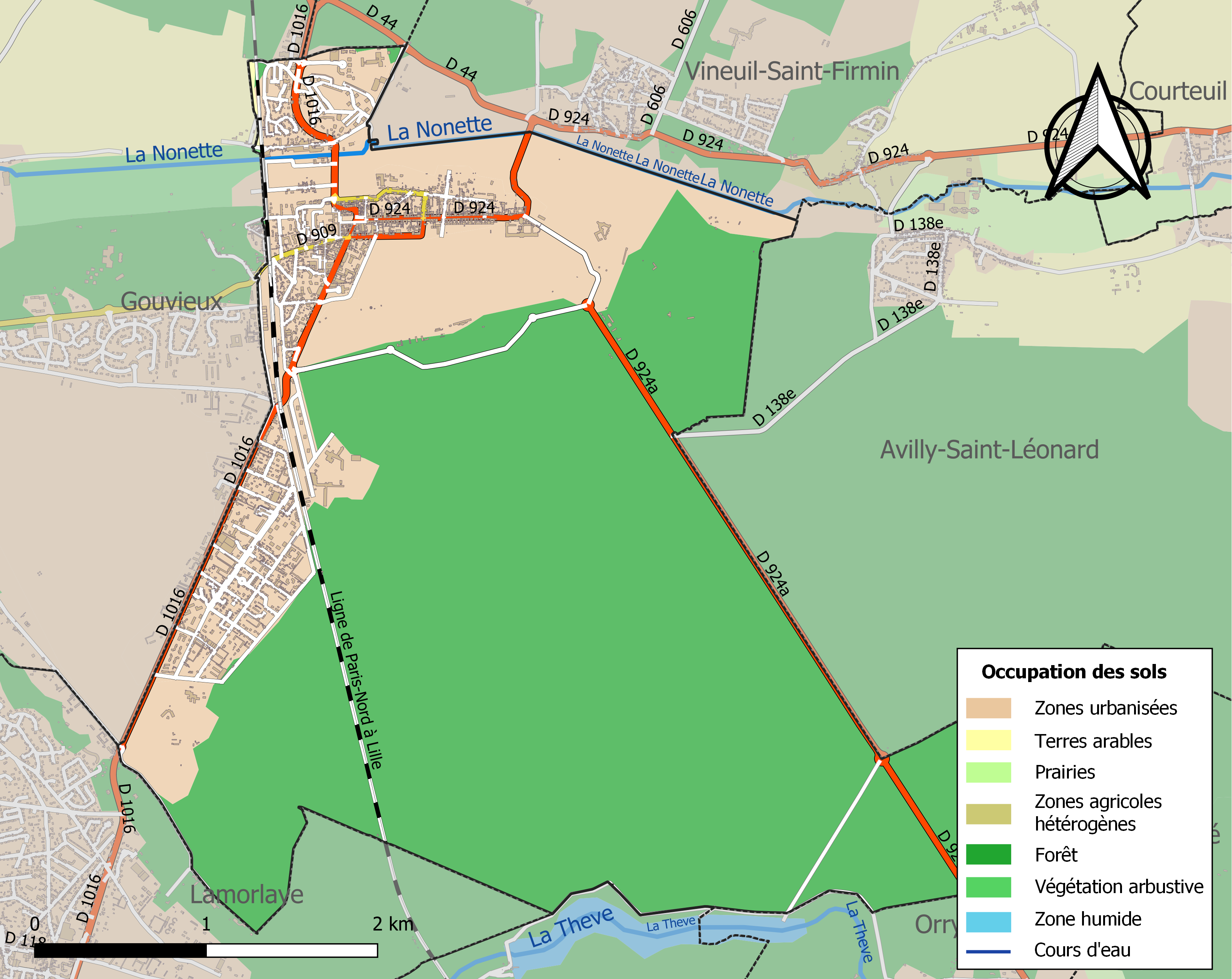
Kaart van de gemeente met belangrijkste infrastructuur, bodemgebruik en omliggende gemeenten

## Demografie
Onderstaande figuur toont het verloop van het inwonertal, bron: INSEE-tellingen. 

## Geboren in Chantilly
- Anne van Montmorency (1493-1567), veldheer en staatsman
- Louis Antoine Henri de Bourbon-Condé (1772-1804), hertog van Enghien en tegenstander van Napoleon Bonaparte
- Jean de Laborde (1878-1977), admiraal
- Jacques Cooper (1931-2024), industrieel ontwerper
- Daunik Lazro (1945), jazzsaxofonist

## Websites
- Informatie over Chantilly
- (fr)  Statistische informatie op de website van INSEE